# Zosima depauperata
Zosima depauperata är en flockblommig växtart som först beskrevs av Boris Konstantinovich Schischkin, och fick sitt nu gällande namn av Minosuke Hiroe. Zosima depauperata ingår i släktet Zosima och familjen flockblommiga växter. Inga underarter finns listade i Catalogue of Life.